# William F. Ludwig
William F. Ludwig (ur. 15 lipca 1879 w Nenderoth, Niemcy, zm. 8 lipca 1973 w Chicago, USA) – amerykański perkusista i wytwórca perkusji niemieckiego pochodzenia, współzałożyciel firmy Ludwig&Ludwig, przekształconej później w Ludwig-Musser.

## Życiorys
Zaczął grać na bębnach, kiedy przeprowadził się wraz z rodziną w 1887 roku do Chicago. Brał udział w bardzo wielu przedsięwzięciach muzycznych, np. koncertach, operach czy przedstawieniach cyrkowych. Występował z Pittsburgh Symphony, Arthur Pryor’s Band, Chicago Grand Opera, Chicago Civic Grand Opera i Chicago Symphony.
Wiele eksperymentował z instrumentami, m.in. skonstruował pedał do bębna basowego. W 1910 roku założył wraz z bratem Theobaldem firmę Ludwig&Ludwig, która istnieje do dzisiaj (pod nazwą Ludwig-Musser) i jest jednym z największych producentów instrumentów perkusyjnych. Napisał wiele podręczników do nauki gry na perkusji. Do końca życia grał w amatorskich zespołach, uczył grać i był sędzią w konkursach perkusyjnych. W roku 1972 został wprowadzony do Percussive Hall of Fame.